# سفر به گرای ۲۷۰ درجه
سفر به گرای ۲۷۰ درجه رمانی است از احمد دهقان با موضوع جنگ ایران و عراق. رضا امیرخانی، رمان‌نویس ایرانی، دربارهٔ این کتاب می‌گوید: «شاید بهترین رمان جنگ»
این کتاب به دلیل سبک خاص نوشته و روایت عمیق و ویژه جنگ اقبال زیادی به خود جلب داشت و مورد توجه جدی قرار گرفت. این کتاب به سال ۱۳۷۵ منتشر گردید. جایزه بیست سال داستان‌نویسی، جایزه چهارمین دوره انتخاب کتاب سال دفاع مقدس و جایزه بیست سال ادبیات پایداری، از افتخارات این کتاب است.
این کتاب توسط پال اسپراکمن نایب رئیس مرکز مطالعات دانشگاهی خاورمیانه در دانشگاه راتگرز آمریکا به انگلیسی ترجمه شده و نخستین رمان ایرانی با موضوع جنگ است که در آمریکا منتشر می‌شود.

## داستان
داستان کتاب از زبان ناصر بیان می‌شود. ناصر رزمنده جوانی است است که بارها سابقه شرکت در جبهه داشته. در بین امتحانات مشق و درس را رها و به همراه دوستش علی راهی منطقه جنگی جنوب می‌شود. در آنجا ضمن دیدار مجدد با دوستان سابقش، از قریب‌الوقوع بودن عملیاتی مهم (کربلای ۵) اطلاع می‌یابد. در حین عملیات بسیاری از دوستانش شهید و مجروح می‌شوند، خود او نیز مجروح شده و به پشت خط می‌آید. بعد از چند روز به شهر خود بازگشته و زندگی عادی را از سر می‌گیرد. پس از مدت کوتاهی با دریافت تلگراف یکی از دوستانش خود را آماده بازگشت به منطقه می‌کند.